# Lietuvos Taurė
La Coppa di Lituania (in lituano Lietuvos Taurė) è la seconda competizione più importante del campionato lituano di calcio dopo la A lyga. È organizzata dalla Federazione calcistica lituana.

## Formula
La formula del torneo prevede la disputa di turni ad eliminazione diretta.
A differenza del campionato ha sempre seguito l'anno solare, con inizio in primavera e fine in autunno, anche quando il campionato seguiva il modello europeo (inizio in autunno e fine in primavera). Dall'edizione 2007-2008, invece, si è adeguata al modello europeo, differenziandosi dal campionato che ha continuato a seguire l'anno solare dal 1999. Nel 2016 la competizione è tornata a seguire l'anno solare.

## Storia
Il torneo fu disputato per la prima volta nel 1947, nell'allora Repubblica Socialista Sovietica Lituana ed era riservata alle formazioni lituane che non militavano nei campionati sovietici o alle formazione riserve dei club militanti nei campionati nazionali sovietici.
Il primo torneo lituano vero e proprio si disputò dal 1990, un anno prima del riconoscimento effettivo dell'indipendenza lituana.

## Albo d'oro

### Epoca sovietica
| Anno | Vincitore                    | Risultato                      | Finalista                  |
| ---- | ---------------------------- | ------------------------------ | -------------------------- |
| 1947 | Lokomotyvas Kaunas           | 3 - 2                          | Vėliava Šiauliai           |
| 1948 | Inkaras Kaunas               | 4 - 0                          | Lokomotyvas Kaunas         |
| 1949 | Inkaras Kaunas               | 1 - 0                          | Audiniai Kaunas            |
| 1950 | Elnias Šiauliai              | 4 - 0                          | Inkaras Kaunas             |
| 1951 | Inkaras Kaunas               | 2 - 0                          | Elnias Šiauliai            |
| 1952 | KN Vilnius                   | 1 - 0                          | Dinamo Vilnius             |
| 1953 | Lima Kaunas                  | 4 - 2                          | Trinyčiai Klaipėda         |
| 1954 | Inkaras Kaunas               | 4 - 1                          | KPI Kaunas                 |
| 1955 | KPI Kaunas                   | 2 - 0                          | Linų audiniai Plungė       |
| 1956 | Raudonasis spalis Kaunas     | 3 - 0                          | Raudonoji žvaigždė Vilnius |
| 1957 | Elnias Šiauliai              | 2 - 0                          | MSK Panevėžys              |
| 1958 | Spartak-2 Vilnius            | 5 - 3                          | Melioratorius Kretinga     |
| 1959 | Elnias Šiauliai              | 2 - 0                          | KKI Kaunas                 |
| 1960 | Panemunė Kaunas              | 2 - 1                          | Inkaras Kaunas             |
| 1961 | Cementininkas Naujoji Akmenė | 2 - 1                          | EAG Kėdainiai              |
| 1962 | Lima Kaunas                  | 3 - 1                          | Šešupė Kapsukas            |
| 1963 | Saliutas Vilnius             | 1 - 0                          | Žalgiris Naujoji Vilnia    |
| 1964 | Minija Kretinga              | 3 - 2                          | Baltija Klaipėda           |
| 1965 | Inkaras Kaunas               | 4 - 2                          | Saliutas Vilnius           |
| 1966 | Žalgiris Naujoji Vilnia      | 0 - 0 1 - 0 (rip.)             | Saliutas Vilnius           |
| 1967 | Nevėžis                      | 2 - 1                          | Statyba Panevėžys          |
| 1968 | Nevėžis                      | 6 - 0                          | Pažanga Vilnius            |
| 1969 | Inkaras Kaunas               | 2 - 0 (andata) 1 - 1 (ritorno) | Vienybė Ukmergė            |
| 1970 | Nevėžis                      | 0 - 0 (andata) 3 - 1 (ritorno) | Minija Kretinga            |
| 1971 | Pažanga Vilnius              | 1 - 0 (andata) 3 - 1 (ritorno) | Statyba Panevėžys          |
| 1972 | Nevėžis                      | 1 - 1 (andata) 3 - 2 (ritorno) | Ekranas                    |
| 1973 | Nevėžis                      | 1 - 0                          | Pažanga Vilnius            |
| 1974 | Kareda Kaunas                | 2 - 1                          | Kelininkas Kaunas          |
| 1975 | Vienybė Ukmergė              | 3 - 0                          | Kareda Kaunas              |
| 1976 | Kelininkas Kaunas            | 2 - 1                          | Sūduva                     |
| 1977 | Granitas Klaipėda            | 2 - 1                          | Kelininkas Kaunas          |
| 1978 | Kelininkas Kaunas            | 2 - 0                          | Kooperatininkas Plungė     |
| 1979 | Kelininkas Kaunas            | 1 - 0                          | Atmosfera Mažeikiai        |
| 1980 | Kelininkas Kaunas            | 3 - 1                          | Banga Kaunas               |
| 1981 | Granitas Klaipėda            | 3 - 1                          | Banga Kaunas               |
| 1982 | Pažanga Vilnius              | 2 - 0                          | Nevėžis                    |
| 1983 | Granitas Klaipėda            | 3 - 1                          | SRT Vilnius                |
| 1984 | Pažanga Vilnius              | 2 - 2 (N dts) (3-1 dtr)        | Banga Kaunas               |
| 1985 | Ekranas                      | 0 - 0 (N dts) (4-3 dtr)        | Banga Kaunas               |
| 1986 | Granitas Klaipėda            | 3 - 1                          | Banga Kaunas               |
| 1987 | SRT Vilnius                  | 0 - 0 (N dts) (5-4 dtr)        | Inkaras Kaunas             |
| 1988 | Sirijus Klaipėda             | 3 - 2                          | Kelininkas Kaunas          |
| 1989 | Banga Kaunas                 | 2 - 0                          | Tauras                     |

### Dopo l'indipendenza
| Anno      | Vincitore        | Risultato             | Finalista         |
| --------- | ---------------- | --------------------- | ----------------- |
| 1990      | Sirijus Klaipėda | 0 - 0 (dts) (4-3 dtr) | Žalgiris          |
| 1991      | Žalgiris         | 1 - 0 (dts)           | Šiauliai          |
| 1991-1992 | Neris Vilnius    | 1 - 0                 | Žalgiris          |
| 1992-1993 | Žalgiris         | 1 - 0                 | Sirijus Klaipėda  |
| 1993-1994 | Žalgiris         | 4 - 2                 | Ekranas           |
| 1994-1995 | Inkaras Kaunas   | 2 - 1                 | Žalgiris          |
| 1995-1996 | Kareda Šiauliai  | 2 - 0                 | Inkaras Kaunas    |
| 1996-1997 | Žalgiris         | 1 - 0                 | Inkaras Kaunas    |
| 1997-1998 | Ekranas          | 1 - 0                 | FBK Kaunas        |
| 1998-1999 | Kareda Šiauliai  | 3 - 0 (dts)           | FBK Kaunas        |
| 1999-2000 | Ekranas          | 1 - 0                 | Žalgiris          |
| 2000-2001 | Atlantas         | 1 - 0                 | Žalgiris          |
| 2001-2002 | FBK Kaunas       | 3 - 1                 | Sūduva            |
| 2002-2003 | Atlantas         | 1 - 1 (dts) (3-1 dtr) | Vėtra             |
| 2003      | Žalgiris         | 3 - 1                 | Ekranas           |
| 2004      | FBK Kaunas       | 0 - 0 (dts) (2-1 dtr) | Atlantas          |
| 2005      | FBK Kaunas       | 2 - 0 (dts)           | Vėtra             |
| 2006      | Sūduva           | 1 - 0                 | Ekranas           |
| 2007-2008 | FBK Kaunas       | 2 - 1                 | Vėtra             |
| 2008-2009 | Sūduva           | 1 - 0                 | Tauras            |
| 2009-2010 | Ekranas          | 2 - 1                 | Vėtra             |
| 2010-2011 | Ekranas          | 4 - 2 (dts)           | Banga Gargždai    |
| 2011-2012 | Žalgiris         | 0 - 0 (dts) (3-1 dtr) | Ekranas           |
| 2012-2013 | Žalgiris         | 3 - 3 (dts) (5-4 dtr) | Šiauliai          |
| 2013-2014 | Žalgiris         | 2 - 1                 | Banga Gargždai    |
| 2014-2015 | Žalgiris         | 2 - 0                 | Atlantas          |
| 2015-2016 | Žalgiris         | 1 - 0 (dts)           | Trakai            |
| 2016      | Žalgiris         | 2 - 0                 | Sūduva            |
| 2017      | Stumbras         | 1 - 0                 | Žalgiris          |
| 2018      | Žalgiris         | 3 - 0                 | Stumbras          |
| 2019      | Sūduva           | 4 - 0                 | Banga Gargždai    |
| 2020      | Panevėžys        | 1 - 1 (dts) (5-4 dtr) | Sūduva            |
| 2021      | Žalgiris         | 5 - 1                 | Panevėžys         |
| 2022      | Žalgiris         | 2 - 1                 | Hegelmann Litauen |
| 2023      | TransINVEST      | 2 -1                  | FA Šiauliai       |
| 2024      | Banga Gargždai   | 0 - 0 (dts) (4-1 dtr) | Hegelmann Litauen |

## Statistiche

### Vincitori
| Club                         | Vittorie in epoca lituana | Vittorie in epoca sovietica | Vittorie totali |
| ---------------------------- | ------------------------- | --------------------------- | --------------- |
| Žalgiris                     | 14                        | 1                           | 15              |
| FBK Kaunas                   | 4                         | 1                           | 5               |
| Ekranas                      | 4                         | 1                           | 5               |
| Kareda Šiauliai              | 2                         | 1                           | 3               |
| Atlantas                     | 2                         | 4                           | 6               |
| Sūduva                       | 2                         | 0                           | 2               |
| Sirijus Klaipėda             | 1                         | 1                           | 2               |
| Neris Vilnius                | 1                         | 0                           | 1               |
| Panevėžys                    | 1                         | 0                           | 1               |
| Inkaras Kaunas               | 1                         | 6                           | 7               |
| Stumbras                     | 1                         | 0                           | 1               |
| Banga Gargždai               | 1                         | 0                           | 1               |
| Nevėžis                      | 0                         | 5                           | 5               |
| Kelininkas Kaunas            | 0                         | 4                           | 4               |
| Elnias Šiauliai              | 0                         | 3                           | 3               |
| Saliutas Vilnius             | 0                         | 2                           | 2               |
| Lima Kaunas                  | 0                         | 2                           | 2               |
| Pažanga Vilnius              | 0                         | 2                           | 2               |
| SRT Vilnius                  | 0                         | 2                           | 2               |
| Lokomotyvas Kaunas           | 0                         | 1                           | 1               |
| KPI Kaunas                   | 0                         | 1                           | 1               |
| Raudonasis spalis Kaunas     | 0                         | 1                           | 1               |
| Panemunė Kaunas              | 0                         | 1                           | 1               |
| Cementininkas Naujoji Akmenė | 0                         | 1                           | 1               |
| Minija Kretinga              | 0                         | 1                           | 1               |
| Žalgiris Naujoji Vilnia      | 0                         | 1                           | 1               |
| Vienybė Ukmergė              | 0                         | 1                           | 1               |